# 형제자매

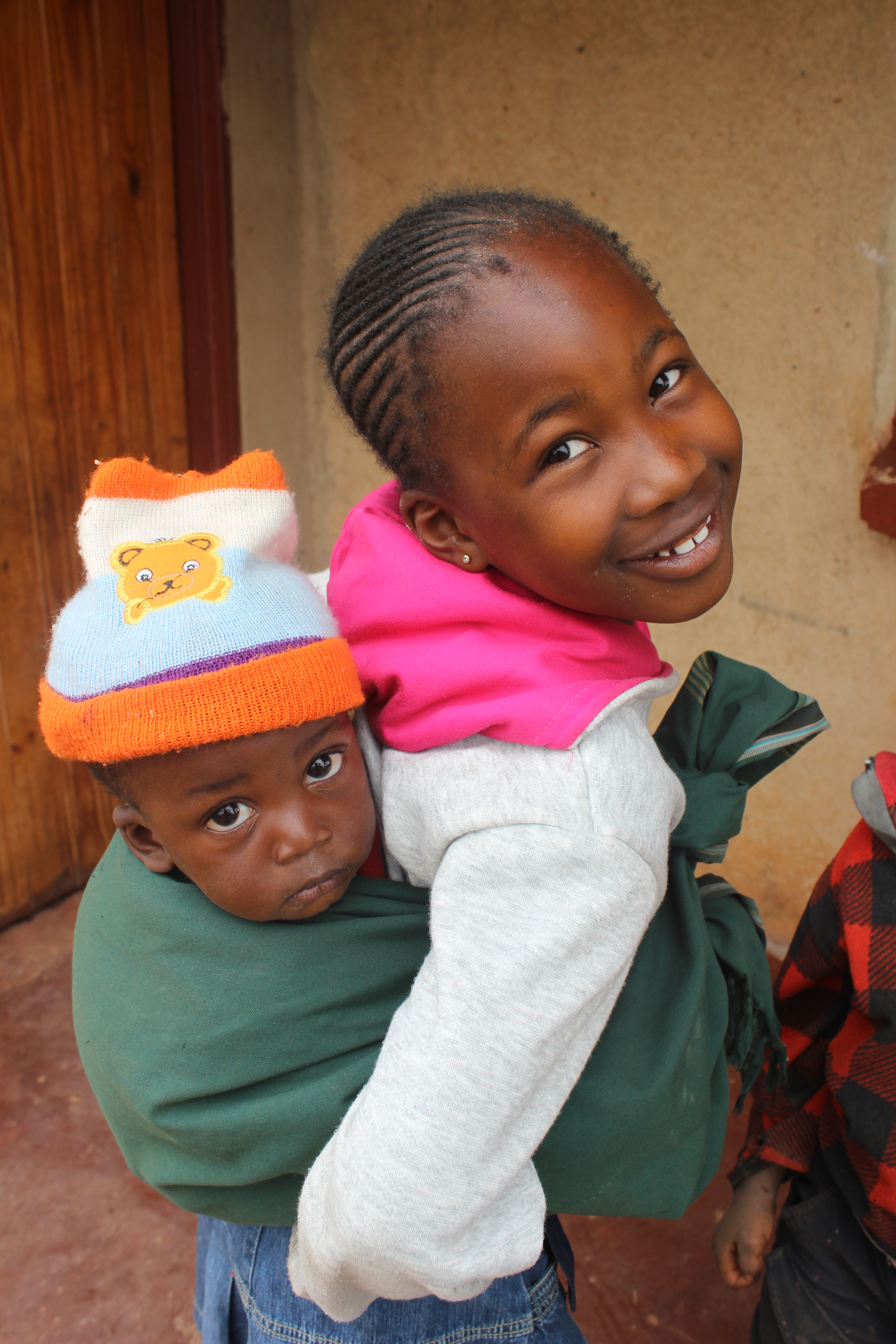
남동생을 안고 있는 누나

동기(同氣)는 같은 부모에게서 난 형제자매를 말하며, 부모 양쪽 모두가 같거나 부모 한쪽이 같은 경우 모두를 포함한다. 또한, 서로 생물학적인 관계는 없지만 부모의 재혼이나 입양 등으로 인하여 형제자매가 되는 일도 있다. 남자 동기간을 형제(兄弟), 여자 동기간을 자매(姊妹), 남자와 여자 동기간을 남매(男妹, 손위 남자 형제(오빠)와 손아래 여자 형제(여동생), 손위 여자 형제(누나)와 손아래 남자 형제(남동생)는 또한 오누이)라고 구분해 일컫기도 하며, 통틀어 형제자매(兄弟姊妹)로도 부른다. 친동기(親同氣), 한동기(-同氣) 등의 용어도 쓰인다.
동기(同氣)는 영어의 "시블링(sibling)"과 같은 성중립적 단어이지만, "시블링"만큼 일반적으로 널리 사용되지 않는다. 그 외에 동포(同胞)라는 낱말이 어원상 형제자매를 가리키지만, 지금은 조국이나 민족이 같은 사람들을 폭넓게 부르는 단어로 더 널리 사용된다. 영어 "시블링"은 원래 형제자매에 한정되지 않고 친인척을 널리 가리키는 의미로 쓰였지만, 20세기에 들어서 형제자매를 가리키는 의미로 굳어지기  시작했다. 이후에 조부모가 같은 사촌 관계를 통칭하는 "니블링(nibling)"이라는 신조어가 나오기도 했다.

## 호칭
남자는 손위 남자 형제를 형(높임말: 형님)이라고 부르며, 손위 여자 형제를 누나(높임말: 누님)라고 부른다. 여자는 손위 여자 형제를 언니라고 부르고, 손위 남자 형제를 오빠(높임말:  오라버니 또는 오라비)이라고 부른다. 손아래 형제에 대해서는 성별의 구분이 없이 단순히 동생이라고 부를 수 있으며, 성별에 따라 남동생, 여동생으로 구분하기도 한다. 남자는 남동생을 아우, 여동생을 누이동생이라 부르기도 하며, 손위·아래 관계없이 여자 형제를 누이라 부르기도 한다.
"언니"는 원래 성별의 구분 없이 손위 형제를 일컫는 말이었다. 후에 여자가 손 위 여자 형제를 뜻하는 단어로 점점 굳어졌다. "오빠" 역시 "형"의 순우리말인 "오라버니"에서 왔고, "형"과 함께 남녀 모두 사용하는 손위 남성 호칭이었으나, 후에 여자가 쓰는 말로 굳어졌다. "누나"는 남자가 여자 형제를 손위·아래 관계없이 일컫는 "누이"에서 나왔으나, 후에 손위 여자 형제만을 부르는 말이 되었다. "동생"은 단순히 같은 곳에서 나왔다는 뜻이지만, 손아래 형제를 일컫는 말로 굳어졌다. 과거에는 남동생을 뜻하는 순우리말 "아오"(후에 "아우"로 변함)와 여동생을 뜻하는 순우리말 "나노"(용례 사라짐)가 있었다.

## 같이 보기
- 한국의 근친간 호칭법